# Akatsuki (sonda)
Akatsuki (あかつき, 暁, significa Aurora em português) antes chamada de PLANET-C e também de Venus Climate Orbiter (VCO), é uma nave espacial japonesa não tripulada designada para explorar a Atmosfera de Vênus. Foi lançada em 20 de Maio de 2010 em um foguete H-IIA (tipo 202). A manobra de inserção na orbita de Vênus, ocorrida em 6 de dezembro de 2010, falhou.
Após 5 anos orbitando o sol, Em 2015, a sonda Akatsuki se reencontrou com Vênus. Em nova tentativa seus operadores conseguiram colocá-la em uma órbita elíptica alternativa do planeta em 7 de dezembro de 2015, desta vez usando os propulsores RCS. A sonda tornou-se então o primeiro satélite asiático a orbitar Vênus.

## Missão
Através do uso de cinco diferentes câmeras trabalhando em diversos comprimentos de onda, a Akatsuki está estudando a estratificação e dinâmica da atmosfera, além da física das nuvens. Em dezembro de 2015 detectaram uma possível onda de gravidade (não confundir com onda gravitacional) na atmosfera venusiana.
O orbitador iniciou seu período de operações "regular" em meados de maio de 2016.
Em Abril de 2018, Akatsuki terminou sua fase regular  de observações e entrou na "Fase de operação estendida".

Em dezembro de 2021 a sonda continua em operação e coletando dados, sem uma data planejada para fim da missão.